# ميهملة العليا (ديمكاران)
ميهملة العلیا (بالفارسية: میهمله علیا) هي قرية تقع في إيران في قسم دیمکاران الريفي. يقدر عدد سكانها بـ 785 نسمة بحسب إحصاء 2016.